# Leptapoderus bintamensis
Leptapoderus bintamensis es una especie de coleóptero de la familia Attelabidae.

## Distribución geográfica
Habita en Indonesia.